# Poropuntius lobocheiloides
Poropuntius lobocheiloides és una espècie de peix cipriniforme de la família dels ciprínids.

## Morfologia
Els mascles poden assolir els 13,8 cm de longitud total.

## Distribució geogràfica
Es troba a la conca del riu Mekong a Laos.